# Véronique Bonni
Véronique Bonni (Verviers, 24 juli 1965) is een Belgisch politica voor de PS.

## Levensloop
Ze werd beroepshalve sociaal assistente en werkte in een PMS-centrum. Ook was ze directrice van de bijstandsdienst voor gezinnen en bejaarde personen in Verviers.
Bonni sloot zich in 1983 aan bij de PS. Ze werd voor de partij in oktober 1994 verkozen tot gemeenteraadslid van Dison en was er van 1995 tot 2018 schepen, zij het van 2014 tot 2018 verhinderd. Sinds december 2018 is Bonni burgemeester van de gemeente.
Van 2004 tot 2009 zetelde Véronique Bonni voor het arrondissement Verviers in het Parlement van de Franse Gemeenschap ter opvolging van de Duitstalige Edmund Stoffels. Van 26 juni 2013 tot de verkiezingen van 25 mei 2014 was ze vervolgens lid van de Kamer van volksvertegenwoordigers als vervangster van Thierry Giet. Daarna was Bonni van 2014 tot 2018 voor het arrondissement Verviers lid van het Waals Parlement en het Parlement van de Franse Gemeenschap. In het Waals Parlement was ze van januari tot december 2018 ondervoorzitter van de commissie Gelijke Kansen. In december 2018 nam Bonni ontslag als parlementslid om het burgemeesterschap in Dison op te nemen. 
In 2021 ging Bonni aan de slag als expert op het kabinet van Frédéric Daerden, viceminister-president van de Franse Gemeenschapsregering, en als adviseur op het kabinet van Karine Lalieux, federaal minister van Pensioenen.